# Long Island Game Farm
Il Long Island Game Farm è uno zoo istituito nella città di Brookhaven, nello Stato di New York, Stati Uniti d'America, fondato nel 1970 da Stanley Novak, copre un'area di 12 ettari. Oggi la Game Farm ospita oltre 200 animali.

## Animali
- Alligatore del Mississippi
- Alligatore cinese
- Alpaca
- Ammotrago
- Bisonte americano
- Lince Rossa
- Cammello
- Dromedario
- Galline
- Galli
- Asino
- Anatre
- Cervo nobile
- Emù
- Daino
- Geco
- Giraffa
- Capre
- Cavalli
- Pony
- Iguana
- Mucca di Jersey
- Cercoletto
- Vari bianconero
- Vari rosso
- Lemure catta
- Lama
- Scimmia scoiattolo
- Scimmia ragno
- Cercopiteco verde
- Cebo cappuccino
- Struzzo
- Marà della Patagonia
- Pappagallo Ara gialloblu
- Pavone
- Coniglio
- Volpe rossa
- Canguro rosso
- Pecora
- Puzzola americana
- Serpenti
- Tartarughe
- Tacchino
- Zebra